# اوکی گو
اوکی گو (انگلیسی: OK Go) یک گروه موسیقی راک از شیکاگو، ایلینوی است که در حال حاضر مقر اصلی آنها در لس آنجلس است. سازهای مورد استفاده در این گروه عبارتند از: گیتار بیس، سازهای کوبه‌ای و درام، ساز شستی‌دار به همراه همخوان‌هایی که از سال ۲۰۰۵ به گروه افزوده شدند.